# Hipergigante

Comparación entre los tamaños del Sol y VY Canis Majoris, una hipergigante. Se trata de la segunda estrella roja más grande conocida.

Una hipergigante es una estrella excepcionalmente grande y masiva, incluso mayor que una supergigante. Su masa puede ser de hasta 100 veces la masa de nuestro Sol, próxima al límite máximo teórico, el cual establece que la cantidad de masa en una estrella no puede exceder las 120 M☉ (masas solares). Este límite en masa está asociado a la luminosidad de Eddington, por el que estrellas más masivas simplemente no pueden estar en equilibrio al vencer la presión de radiación interna a la fuerza gravitacional: producirían tanta energía que se desprenderían de la masa en exceso de las 120 M☉. Aun así, algunas hipergigantes aparentan tener más de 100 M☉ e, inclusive, haber tenido, inicialmente, entre 200 y 250 M☉, al contrario de lo que predicen las teorías actuales sobre la formación y evolución estelar.
Se considera que las hipergigantes son las estrellas más luminosas que existen —miles y millones de veces más luminosas que el Sol—, con temperaturas superficiales entre los 3500 K y 35 000 K. Tienen aproximadamente un promedio de vida de solo 1 a 3 millones de años antes de convertirse en supernovas o, en casos extremadamente raros, hipernovas. Se ha postulado que una hipergigante que se convierta en supernova o hipernova dejará como remanente en su lugar directamente un agujero negro.
Es muy poco lo que se conoce sobre las hipergigantes, pues son extremadamente raras. Hoy en día se conocen más de 21 estrellas Hipergigantes en la Vía Láctea. Además, pueden variar en color: el azul usualmente indica que la estrella es muy caliente (en su superficie), mientras que el rojo indica que es más fría y está al final de su vida. También existen las amarillas, pero la inestabilidad que causan las temperaturas moderadas y las altas presiones en su interior hacen que sean más raras que las otras posibilidades.
Es interesante observar que las hipergigantes amarillas y rojas más brillantes son de una magnitud bolométrica de alrededor de -9,5 —lo que equivale a una luminosidad de 500 000 veces la del Sol—, no conociéndose ninguna de brillo superior. Las razones por las que esto sucede aún se ignoran.

## Hipergigantes conocidas

### Variables azules luminosas
Las estrellas variables azules luminosas o estrella de Wolf Rayet son las más masivas, grandes y brillantes están clasificadas como hipergigantes. En efecto, son las estrellas más luminosas que se conocen:
- P Cygni, al norte de la constelación de Cygnus.
- S Doradus, en la Gran Nube de Magallanes, una de las galaxias satélites de la Vía Láctea, en la constelación de Dorado.
- Eta Carinae, localizada dentro de la nebulosa NGC 3372, en la constelación de Carina. Esta estrella tiene una masa que podría estar entre 120 a 150 veces la del Sol, y es entre 4 y 5 millones de veces más luminosa.
- La estrella Pistola (en inglés Pistol Star), cerca del centro de la Vía Láctea, en Sagitario. Posiblemente sea tanto como 150 veces más masiva que el Sol y 10 millones de veces más luminosa.
- Varias estrellas en el cúmulo 1806-20, al otro lado de nuestra galaxia. Una de ellas LBV 1806-20, es considerada la segunda estrella más masiva que se conoce al presente, con entre 130 y 200 masas solares (la primera es R136a1, con una masa de 265 soles); también es una de las más luminosas (entre 2 y 40 millones de veces la luminosidad del Sol).

### Hipergigantes azules
- Zeta1 Scorpii, la estrella más brillante de la asociación estelar Scorpius OB1 —en la constelación del Escorpión— y una candidata a ser considerada variable azul luminosa.
- HD 50064, variable azul luminosa en la constelación del Unicornio.
- MWC 314, otra estrella candidata a variable azul luminosa en la constelación del Águila.
- HD 169454, en la constelación de Scutum.
- BD -14° 5037, cercana a la anterior.
- Cygnus OB2 12, en el Cisne, y considerada por algunos autores como una variable azul luminosa.
- Delta Canis Majoris

### Hipergigantes blancas
- 6 Cassiopeiae, en Casiopea, casi 200.000 veces más brillante que el Sol.
- V452 Scuti, en el Escudo, 160.000 veces más luminosa que nuestro astro.

### Hipergigantes amarillas
Las hipergigantes amarillas son una clase muy rara de estrellas, ya que se conoce la existencia de menos de diez estrellas de esta clase:
- Rho Cassiopeiae, en la parte norte de la constelación de Casiopea, es unas 500 000 veces más luminosa que el Sol.
- HR 8752
- IRC+10420
- HD 179821 según algunos autores
- IRAS 17163-3907, o nebulosa del "huevo frito", con un diámetro mil veces mayor a de nuestro Sol y 500.000 veces más brillante, situada a 13.000 años-luz.[1]
- V382 Carinae, la hipergigante amarilla más brillante del cielo nocturno, cerca de 500.000 veces más luminosa y con 700 veces el diámetro del Sol.
- V509 Cassiopeiae, catalogada como hipergigante amarilla de tipo espectral variable, 400.000 veces más brillante que nuestra estrella.
- V766 Centauri, aparentemente la estrella amarilla más grande de la que se tiene conocimiento, con más de 1300 radios solares, forma parte de un sistema binario.

### Hipergigantes rojas
- RW Cephei
- VX Sagittarii
- S Persei
- WOH G64
- VY Canis Majoris
- NML Cygni
- UY Scuti
- KY Cygni
- PZ Cassiopeiae